# Ceroplesis hottentotta
Ceroplesis hottentotta là một loài bọ cánh cứng trong họ Cerambycidae.